# Osne-le-Val
 Osne-le-Val  es una comuna y población de Francia, en la región de Champaña-Ardenas, departamento de Alto Marne, en el distrito de Saint-Dizier y cantón de Chevillon.
Su población en el censo de 1999 era de 303 habitantes.
Está integrada en la Communauté de communes de la Vallée de la Marne.

## Demografía
| 669 | 617 | 560 | 465 | 359 | 303 |
| Para los censos de 1962 a 1999 la población legal corresponde a la población sin duplicidades (Fuente: INSEE [Consultar]) |     |     |     |     |     |